# Hölterfeld
Hölterfeld ist ein Stadtteil der Stadt Remscheid in Bergischen Land. Der statistische Stadtteil ist durch große Höhenunterschiede zwischen dem Morsbachtal und den östlichen und südlichen Höhenlagen geprägt. Im Tal verläuft entlang dem Morsbach die Landesstraße L216, die Landesstraße L157 verläuft parallel dazu auf den Höhen. Der Morsbach bildet im Norden und Westen die Stadtgrenze zu Wuppertal-Cronenberg. Der Stadtteil umfasst mehrere alte Ansiedlungen, die teilweise 1363 zum ersten Mal erwähnt wurden:
Bremen
1363, Breman, der Name leitet sich von 'brem' ab, was so viel wie Rand bedeutet.
Fürberg
1369, Vurbech
Hasteraue
1548, gehörte urspr. zum untersten Hasten. In Hasteraue befand sich ein Haltepunkt der Ronsdorf-Müngstener Eisenbahn.	
Hölterfeld
Namensgebender Wohnplatz für den Stadtteil
Holz
1312, vor den Holte		
Hütz
1369, Bukell, erst 1441 Hütz 	
Stockden
1369, Stocde		
Volkeshaus
1469, Volkwin auf dem Bruch 1513, Volkern zom Hytz	

## Wassertriebwerke
An dem Morsbach befanden sich im Bereich des heutigen Stadtteils seit der frühen Neuzeit mehrere Hämmer und Schleifkotten. Dazu zählen der Bruscheider Kotten (ab 1623, heute zu Wuppertal-Bruscheid), die Ibachhämmer (ab 1598, heute zu Wuppertal-Breitenbruch), die Hasterauer Kotten (ab 1548) und der Brandhammer (ab 1692). Aus den Hasterauer Kotten ist die Firma Carl August Picard (CAPicard) hervorgegangen, die heute noch mit acht weiteren Niederlassungen weltweit am Standort in Hasteraue produziert.